# Rafael Bermudo
Rafael Bermudo Ardura (
19 de enero de 1881 - Cáceres, 13 de agosto de 1936) fue un agricultor, funcionario municipal y político socialista español, asesinado durante la Guerra Civil.
Residente en Trujillo, en la década de 1920 fue cofundador del sindicato local Sociedad Obrera "La Esperanza", que agrupaba a los trabajadores de la barriada Huerta de Ánimas de Trujillo, lugar de su residencia. Esta sociedad se integró en la Unión General de Trabajadores (UGT), participando Bermudo como delegado en los congresos ugetistas de 1927 y 1928. En las elecciones municipales de 1931, que darían lugar a la proclamación de la Segunda República, fue elegido concejal de Trujillo. Después, ya en la República, fue miembro de la Diputación Provincial de Cáceres, que presidió de abril de 1933 a octubre de 1934, depuesto por el gobierno de la Confederación Española de Derechas Autónomas (CEDA), como casi todos los cargos públicos locales de España, tras la revolución de 1934.
Miembro del sector prietista del PSOE, en las elecciones generales de 1936 fue elegido diputado a Cortes en la candidatura del Frente Popular por la circunscripción de Cáceres, donde se había presentado infructuosamente en 1931 y 1933. Al producirse el golpe de Estado que dio lugar a la Guerra Civil se encontraba en Valencia. Inmediatamente trató de llegar a Trujillo en un autobús de línea. No obstante, debió cambiarse de vehículo en Navalmoral de la Mata al ser avisado de que podían detenerle al llegar. El nuevo autobús que cogió fue interceptado en Torrejón el Rubio, cerca de Plasencia, siendo trasladado a Cáceres y asesinado en una saca de presos falangista.